# سونگ جونگ-هو
سونگ جونگ هو (به انگلیسی: Song Jong-ho، به کره‌ای: 송종호، زادهٔ ۵ اکتبر ۱۹۷۶) بازیگر اهل کره جنوبی است.